# 跑马镇
跑马乡，是中华人民共和国四川省凉山彝族自治州宁南县下辖的一个乡镇级行政单位。

## 行政区划
跑马乡下辖以下地区：
湾子村、菲鲁村、菲地村、新田村、色格村、四大块村和八岩村。